# Tapinoma nigerrimum
Tapinoma nigerrimum este o specie de furnică din genul Tapinoma Descrisă de Nylander în 1856, specia este endemică în Africa și Europa.